# Raiffeisenbank Oberpfalz NordWest
Die Raiffeisenbank Oberpfalz NordWest eG ist eine deutsche Genossenschaftsbank mit Sitz in der bayerischen Stadt Kemnath im Landkreis Tirschenreuth.

## Geschichte
Die Raiffeisenbank Oberpfalz NordWest eG entstand rückwirkend zum 1. Januar 2017 durch die Fusion der Raiffeisenbank Kemnather Land - Steinwald eG mit dem Sitz in Kemnath und der Raiffeisenbank Grafenwöhr-Kirchenthumbach eG mit dem Sitz in Grafenwöhr.
Die Raiffeisenbank Kemnather Land - Steinwald eG entstand wiederum im Jahr 1999 durch die Fusion der Raiffeisenbank Steinwald eG mit dem Sitz in Erbendorf mit der Raiffeisenbank Kemnath-Neusorg eG mit dem Sitz in Kemnath.
Zuvor fanden folgende Fusionen statt:
- 1993 - Fusion der Raiffeisenbank Grafenwöhr eG mit der Raiffeisenbank Kirchenthumbach eG mit dem Sitz in Kirchenthumbach zur Raiffeisenbank Grafenwöhr-Kirchenthumbach eG
- 1992 - Fusion der Raiffeisenbank Kemnath-Kulmain-Immenreuth eG mit dem Sitz in Kemnath mit der Raiffeisenbank Neusorg eG mit dem Sitz in Neusorg zur Raiffeisenbank Kemnath-Neusorg eG
- 1990 - Fusion der Raiffeisenbank Steinwald eG mit der Raiffeisenbank Waldershof eG mit dem Sitz in Waldershof
- 1984 - Fusion der Raiffeisenkasse Ebnath eG mit dem Sitz in Ebnath mit der Raiffeisenbank Neusorg eG
- 1974 - Fusion der Raiffeisenbank Kulmain-Immenreuth eG mit dem Sitz in Immenreuth mit der Raiffeisenbank Kemnath-Stadt eG zur Raiffeisenbank Kemnath-Kulmain-Immenreuth eG
- 1972 - Fusion der Raiffeisenbank Erbendorf-Waldeck eGmbH mit dem Sitz in Erbendorf mit der Raiffeisenkasse Wildenreuth eGmbH mit dem Sitz in Wildenreuth, der Raiffeisenbank Friedenfels eGmbH mit dem Sitz in Friedenfels und der Raiffeisenbank Premenreuth eGmbH mit dem Sitz in Premenreuth zur Raiffeisenbank Steinwald eGmbH
- 1970 - Fusion der Raiffeisenbank Kirchenthumbach eGmbH mit der Raiffeisenkasse Thurndorf eGmbH mit dem Sitz in Thurndorf
- 1969 - Fusion der Raiffeisenbank Waldershof eGmbH mit der Raiffeisenkasse Lengenfeld b.Groschlattengrün eGmbH mit dem Sitz in Lengenfeld b.Groschlattengrün
- 1950 - Fusion der Raiffeisenkasse Erbendorf eGmuH mit der Spar- und Darlehnskasse Waldeck eGmuH mit dem Sitz in Waldeck zur Raiffeisenkasse Erbendorf-Waldeck eGmuH
- 1946 - Fusion der Raiffeisenkasse Kemnath eGmbH mit der Spar- und Darlehnskasse Kemnath-Stadt eGmbH zur Raiffeisenbank Kemnath-Stadt eGmbH
- 1938 - Fusion der Raiffeisenkasse Neusorg eGmuH mit der Spar- und Darlehnskasse Riglasreuth und Umgebung eGmuH mit dem Sitz in Riglasreuth
- 1937 - Fusion der Raiffeisenkasse Immenreuth eGmuH mit der Spar- und Darlehnskasse Lienlas-Ahornberg eGmuH mit dem Sitz in Lienlas
- 1937 - Fusion der Raiffeisenkasse Grafenwöhr eGmuH mit dem Spar- und Darlehnskassenverein Gmünd-Hütten eGmuH mit dem Sitz in Dorfgmünd

## Rechtsverhältnisse
Die Raiffeisenbank Oberpfalz NordWest eG ist im Genossenschaftsregister beim Amtsgericht Weiden i. d. OPf. unter GnR 36 eingetragen.

## Organisationsstruktur
Rechtsgrundlagen sind das Genossenschaftsgesetz und die durch die Vertreterversammlung beschlossene Satzung. Organe der Bank sind der Vorstand, der Aufsichtsrat und die Vertreterversammlung. Der Vorstand der Raiffeisenbank Oberpfalz NordWest eG besteht aus vier Mitgliedern, die vom Aufsichtsrat bestellt wurden. Der Aufsichtsrat wird von der Vertreterversammlung gewählt. Die Vertreterversammlung der Mitglieder ist das zentrale Willensbildungsorgan der Bank.

## Sicherungseinrichtung
Die Raiffeisenbank Oberpfalz NordWest eG ist der amtlich anerkannten Sicherungseinrichtung des Bundesverbandes der Deutschen Volksbanken und Raiffeisenbanken GmbH und der zusätzlichen freiwilligen Sicherungseinrichtung des Bundesverbandes der Deutschen Volksbanken und Raiffeisenbanken e.V. angeschlossen.

## Geschäftsausrichtung
Die Raiffeisenbank Oberpfalz NordWest eG betreibt das Universalbankgeschäft. Im Verbundgeschäft arbeitet sie mit der DZ Bank, R+V Versicherung, Bausparkasse Schwäbisch Hall, Teambank, VR Leasing, DZ Hyp, DZ Privatbank, Münchner Hyp und der Union Investment zusammen. Ein weiterer Partner außerhalb des Verbunds der Bank ist die Allianz Versicherung.

## Geschäftsgebiet
Das Geschäftsgebiet liegt im Westen des Landkreises Tirschenreuth und im Westen des Landkreises Neustadt an der Waldnaab.
An diesen Orten betreibt die Bank Filialen:
- Kemnath (Hauptstelle, jur. Sitz)
- Erbendorf (Geschäftsstelle)
- Grafenwöhr (Geschäftsstelle)
- Kirchenthumbach (Geschäftsstelle)
- Neusorg (Geschäftsstelle)
- Waldershof (Geschäftsstelle)
- Ebnath (SB-Geschäftsstelle)
- Kulmain (SB-Geschäftsstelle)
- Friedenfels (SB-Geschäftsstelle)
- Brand (SB-Geschäftsstelle)

Des Weiteren gibt es den FinanzPunkt in Immenreuth, welche gemeinsam mit der Sparkasse Oberpfalz Nord betrieben wird.